# Jaroslav Pitner
Jaroslav Pitner (ur. 7 lutego 1926, zm. 20 marca 2009 w Pradze) – czechosłowacki hokeista, trener.

## Kariera
Jaroslav Pitner był nazywany „Generałem hokeja”. W latach 1966–1973 prowadził reprezentację Czechosłowacji, zdobył mistrzostwo świata 1972 w Pradze oraz srebrny (1968) oraz brązowy medal zimowych igrzysk olimpijskich (1972). Ponadto wprowadzony przez Pitnera system gry defensywnej pozwolił jego podopiecznym przełamać hegemonię ZSRR. Szczególnie ważne dla czechosłowackich kibiców były dwie wygrane z reprezentacją ZSRR podczas mistrzostw świata 1969 w Sztokholmie (2:0 i 4:3), pół roku po Operacji „Dunaj” (inwazja wojsk Układu Warszawskiego na Czechosłowację).

## Śmierć
Zmarł w Pradze w wieku 83 lat.